# Parmi les pierres grises
Pour plus de détails, voir Fiche technique et Distribution.
Parmi les pierres grises (Среди серых камней, Sredi serykh kamneï) est un film russe réalisé par Kira Mouratova, sorti en 1983.
C'est une adaptation de la nouvelle En mauvaise société de Vladimir Korolenko.

## Synopsis
Après la mort de sa femme, le juge est bouleversé. Son fils Vassia s'éloigne de la maison familiale.

## Fiche technique
- Titre original : Среди серых камней, Sredi serykh kamneï
- Titre français : Parmi les pierres grises
- Réalisation : Kira Mouratova
- Scénario : Kira Mouratova d'après Vladimir Korolenko
- Pays d'origine : URSS
- Format : Couleurs - 35 mm - Mono
- Genre : drame
- Durée : 88 minutes
- Date de sortie :
  - France : 21 mai 1988 (Festival de Cannes 1988)

## Distribution
- Igor Charapov : Vassia
- Oksana Chlapak : Marousia
- Stanislav Govoroukhine : juge
- Roman Levtchenko : Valiok
- Sergueï Popov : Valentin
- Victor Aristov : mendiant
- Victor Gogolev : Jean
- Fiodor Nikitine : professeur
- Vladimir Pojidayev : général
- Nina Rouslanova : femme de ménage

## Distinction

### Sélection
- Festival de Cannes 1988 : sélection en section Un Certain Regard